# Správní obvod obce s rozšířenou působností Třinec
Správní obvod obce s rozšířenou působností Třinec je od 1. ledna 2003 jedním ze čtyř správních obvodů obcí s rozšířenou působností v okrese Frýdek-Místek v Moravskoslezském kraji. Správní obvod zahrnuje statutární město Třinec a dalších 11 obcí. Rozloha správního obvodu činí 234,67 km² a v roce 2020 měl 54 613 obyvatel.
Město Třinec je zároveň obcí s pověřeným obecním úřadem. Správní obvod obce s rozšířenou působností Třinec se tedy kryje se správním obvodem pověřeného obecního úřadu Třinec.

## Seznam obcí
Seznam obcí, jejichž územím je správní obvod tvořen, včetně výčtu místních částí obcí (v závorkách). Města jsou vyznačena tučně.
- Bystřice
- Hnojník
- Komorní Lhotka
- Košařiska
- Nýdek
- Ropice
- Řeka
- Smilovice
- Střítež
- Třinec (Dolní Líštná, Guty, Horní Líštná, Kanada, Karpentná, Kojkovice, Konská, Lyžbice, Nebory, Oldřichovice, Osůvky, Staré Město, Tyra)
- Vělopolí
- Vendryně

## Obyvatelstvo
| Rok  | Obyv.  | ± %     |
| ---- | ------ | ------- |
| 1869 | 18 186 | —       |
| 1880 | 20 818 | +14,5 % |
| 1890 | 22 375 | +7,5 %  |
| 1900 | 24 769 | +10,7 % |
| 1910 | 26 416 | +6,6 %  |

| Rok  | Obyv.  | ± %     |
| ---- | ------ | ------- |
| 1921 | 28 804 | +9 %    |
| 1930 | 34 529 | +19,9 % |
| 1950 | 36 450 | +5,6 %  |
| 1961 | 44 041 | +20,8 % |
| 1970 | 52 505 | +19,2 % |

| Rok  | Obyv.  | ± %    |
| ---- | ------ | ------ |
| 1980 | 56 789 | +8,2 % |
| 1991 | 57 030 | +0,4 % |
| 2001 | 56 243 | −1,4 % |
| 2011 | 54 627 | −2,9 % |
| 2021 | 53 037 | −2,9 % |